# Parc national des monts Balé
Le parc national des monts Balé est un parc national d'Éthiopie, situé au centre du pays près de Goba dans la zone de Bale de la région d'Oromia.

## Caractéristiques

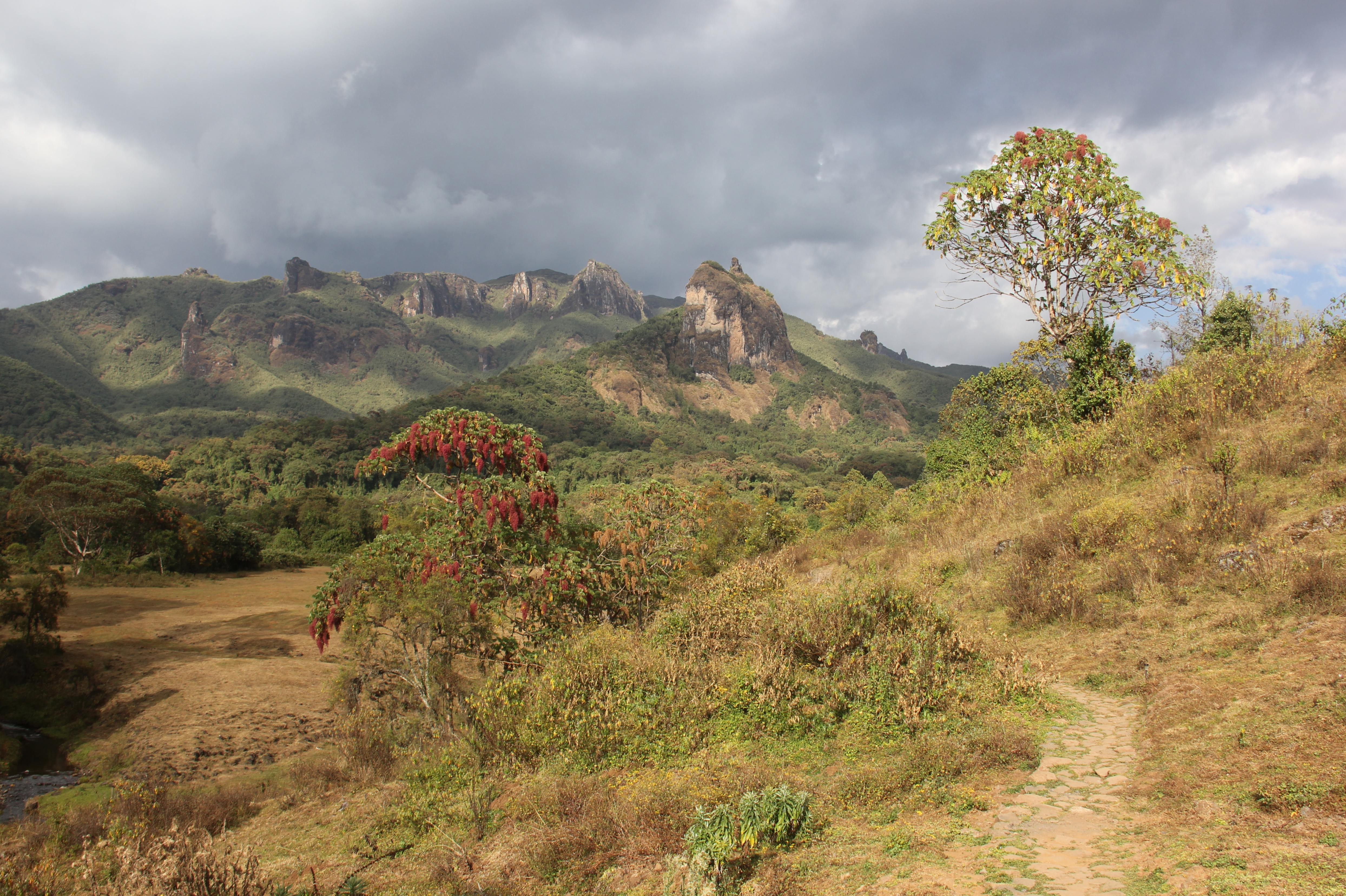
Vue de la forêt d'Harenna, dans le parc.

Créé en 1970, il contient quelques sommets parmi les plus hauts d'Éthiopie, notamment le Mont Batu (4 307 mètres). Le parc est compris entre 1 500 et 4 377 mètres. Il est situé en partie dans une sous-région de l'afrotropique, l'afromontane, avec un étage afroalpin : c'est le plus grand écosystème afroalpin d'Afrique. Il présente un paysage de prairies, de forêts claires et de landes d'afromontane qui correspond au plateau Sanetti. Les pentes sud sont couvertes par la forêt d'Harenna, une des rares forêts préservées d'Éthiopie.
On distingue cinq zones dans le parc, les plaines du nord, situées entre 3 000 et 3 500 mètres d'altitude, limite de la pousse des arbres ; la forêt de génévriers, sur les pentes nord du massif ; l'étage afroalpin de landes et prairies du plateau Sanetti ; la ceinture d'Erica, qui est une ceinture de bruyères située juste au-dessus de la limite de pousse des arbres et la forêt d'Harenna, la deuxième plus grande d'Éthiopie, qui recouvre les pentes sud du massif.

## Faune

### Faune aviaire
La faune aviaire est particulièrement diversifiée et, pour notable part, endémique de l'Éthiopie ou de la zone appelée Abyssinie, qui correspond à l'Éthiopie et à l'Érythrée. 
On peut ainsi trouver, dans les plaines du nord, la Sentinelle d'Abyssinie (Macronyx flavicollis ), la Cisticole du Nil (Cisticola marginatus), le Busard des roseaux (Circus aeruginosus), le Bucorve d'Abyssinie (Bucorvus abyssinicus), le Vanneau d'Abyssinie (Vanellus melanocephalus), le Râle de Rouget (Rougetius rougetii), l'Ibis caronculé (Bostrychia carunculata), le Parophasme de Galinier (Parophasma galinieri)… La forêt de génévriers abrite la Mésange à dos blanc (Melaniparus leuconotus), la Grive de Piaggia (Geokichla piaggiae ), le Pic à manteau doré, le Torcol à gorge rousse (Jynx ruficollis ), le Corbeau corbivau (Corvus crassirostris)… Le plateau Sanetti est le refuge de l'Ouette à ailes bleues (Cyanochen cyanoptera), une espèce d'oie rare à l'habitat le plus isolé de la planète et du Tadorne casarca (Tadorna ferruginea)… L'étage de la ceinture de bruyères abrite le Francolin à cou roux (Pternistis castaneicollis) et le Traquet afroalpin (Pinarochroa sordida)… La forêt d'Harenna est un lieu de passage pour beaucoup de migrateurs, notamment les Fauvettes du paléarctique ; on y trouve aussi le Pseudalcippe d'Abyssinie (Pseudoalcippe abyssinica), le Sénégali de Salvadori (Cryptospiza salvadorii), l'Aigle d'Ayres (Hieraaetus ayresii), le Calao à joues argentées (Bycanistes brevis), l'Inséparable d'Abyssinie (Agapornis taranta), le Loriot moine (Oriolus monacha), le Perroquet à face jaune (Poicephalus flavifrons), le Touraco à joues blanches (Tauraco leucotis), le Trogon narina (Apaloderma narina)…

### Faune terrestre

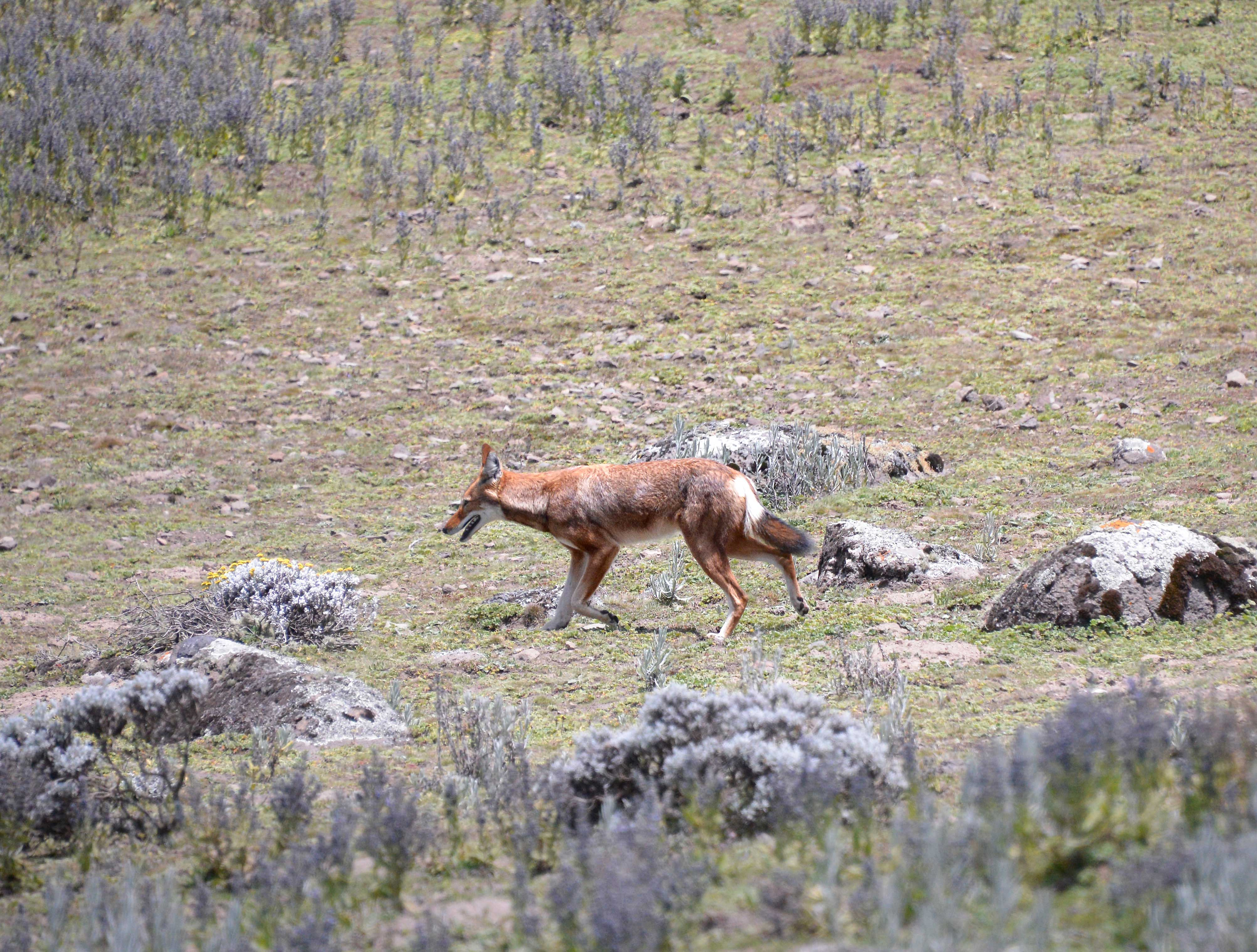
Loup d'Éthiopie ou loup d'Abyssinie.

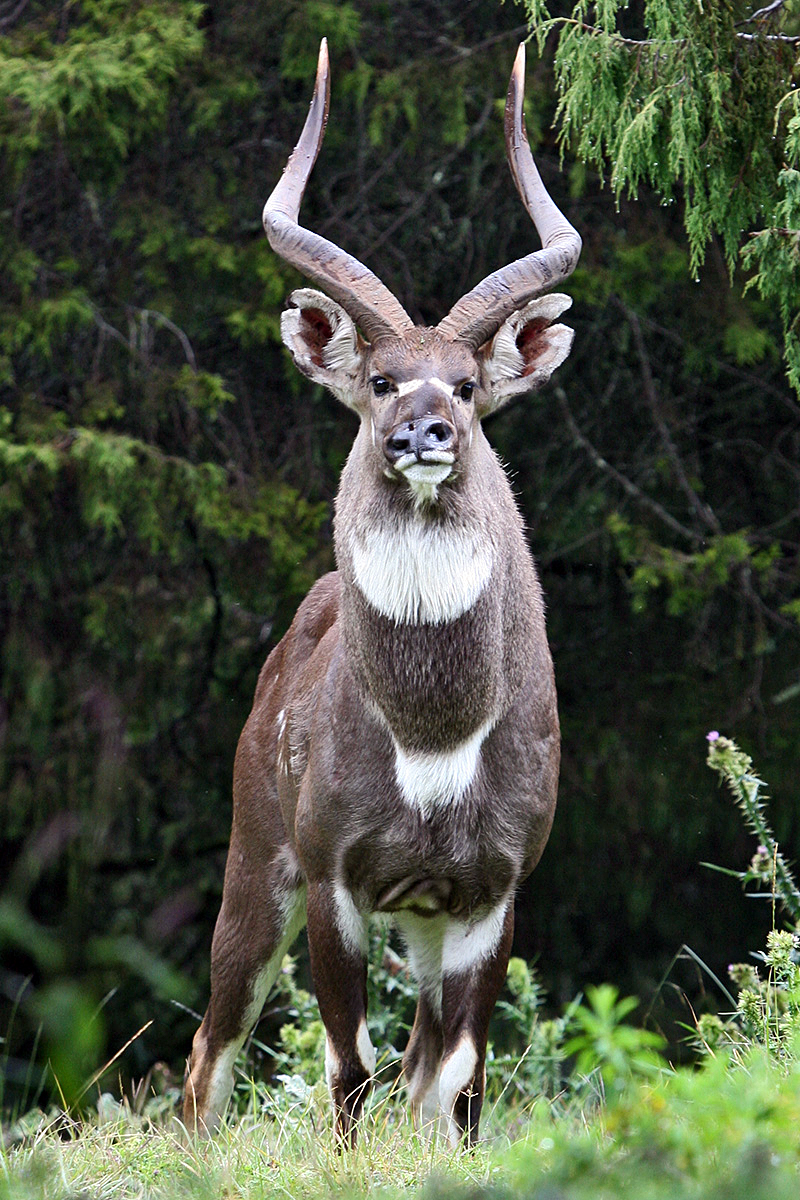
Nyala de montagne.

Le parc, dans la partie du plateau Sanetti, est l'unique endroit où réside de manière attestée le loup d'Abyssinie.
Une autre espèce endémique du parc est le rat-taupe géant d'Abyssinie (Tachyoryctes macrocephalus), principale proie du loup d'Abyssinie.
La faune comprend aussi et notamment le Nyala de montagne (Tragelaphus buxtoni), le Cobe des roseaux (Redunca redunca), le Phacochère (Phacochoerus africanus), le Céphalophe de Grimm (Sylvicapra grimmia), le Serval (Leptailurus serval), le Chacal doré (Canis aureus), la hyène tachetée (Crocuta crocuta), le Guib harnaché de Menelik (Tragelaphus scriptus meneliki), les singes Colobes (Colobinae), le Babouin olive (Papio anubis), l'oréotrague (Oreotragus oreotragus), les damans (Hyracoidea), les Genettes (Genetta), les Civettes et les Porcs-épics, entre autres.

## Tourisme
L'activité touristique est centrée sur la randonnée et l'observation de la nature, les oiseaux et le rare loup d'Ethiopie et les derniers lions d'Éthiopie,.
Le parc est inscrit, en septembre 2023, sur la liste du patrimoine mondial par l'UNESCO.